# リンカーン・チェイフィー
リンカーン・ダヴェンポート・チェイフィー（英語：Lincoln Davenport Chafee、1953年3月26日 - ）は、アメリカ合衆国の政治家。
第74代ロードアイランド州知事を務めた。同州のウォリック市長在任中の1999年10月に父のジョン・チェイフィー上院議員の死去後、同年11月に連邦上院議員に就任する。ロードアイランド州選出で、上院議員当時の所属政党は共和党である。上院議員在職中は共和党内で最も穏健な議員のうちの1人であった。2007年9月に共和党を離党して無所属となった後は第74代ロードアイランド州知事に就任し、2013年5月より民主党員となって2016年アメリカ合衆国大統領選挙に名乗りをあげていた。2019年には、リバタリアン党に党員登録を行った。

## 概略
1953年3月26日にロードアイランド州プロビデンスにて誕生した。なお先祖はマサチューセッツ州ヒンガムに入植した家系であった。ウォリックの公立学校、私立のプロビデンス・カウントリー・デイスクール、フィリップス・アカデミーで学んだ後、ブラウン大学で古典を学んだ。ブラウン大学時代はレスリング部のキャプテンを務めた。1975年に大学を卒業し、その後はモンタナ州ボーズマンに移り住み、モンタナ州立大学の蹄鉄学校で競走馬の装蹄師になるために学び、その後7年間、アメリカやカナダの繋駕速歩競走の場で働いた。
その後ロードアイランド州に戻り、1985年より共和党員として活動を始めた。1986年にウォリックの市議会議員に初当選し、1990年の市長選挙では敗北したが、1993年1月に市長に就任した。1999年に父親が翌年の選挙に出馬しないことを表明し、リンカーン・アルモンド州知事から連邦上院議員候補に推され、2000年の選挙で民主党のロバート・ウェイガンドを破り当選した。
ロックフェラー・リパブリカンの中では保守的な議員と見られた。ブッシュ政権の減税に反対したり、連邦所得税率の増税に賛成した。北極野生生物国家保護区での石油掘削に反対した。またイラク戦争に反対した。
2004年アメリカ合衆国大統領選挙ではジョージ・W・ブッシュ大統領では無く、父親のジョージ・H・W・ブッシュの名前を書いて投票した。
2006年11月の中間選挙では大統領夫人のローラ・ブッシュの支持も受けて、クランストン市長のスティーブ・ラフィーとの共和党候補としての指名争いに勝ったが、全米の反共和党ムードの中で州の司法長官を務めていた民主党のシェルダン・ホワイトハウスに敗北し、2007年1月に連邦上院議員を退いた。同年6月に共和党を離党して無所属となった。
2008年アメリカ合衆国大統領選挙では民主党のバラク・オバマを支援した。2010年11月の中間選挙で独立系候補としてロードアイランド州知事選挙に出馬して民主・共和両党の候補などを破って当選し、父子2代でのロードアイランド州知事となった。無所属のロードアイランド州知事が誕生したのは1790年のジョン・コリンズ以来であった。2013年5月に民主党への入党を宣言し、同年9月に州知事の再選を目指さないことを発表した。2015年6月3日に2016年アメリカ合衆国大統領選挙の民主党候補者として名乗りを上げたが、10月23日に撤退を表明した。
2020年1月には、リバタリアン党の公認を狙って同年の大統領選挙に立候補した。しかし、4月5日に撤退し、「代わりにほかのリバタリアン党員を公職につける」と述べた。

## 家族
1990年1月にステファニー・バーニー・ダンフォースと結婚し、3人の子女が誕生した。